# Länderausschuss für Atomkernenergie
Der Länderausschuss für Atomkernenergie (LAA) ist ein deutsches Gremium, in dem Vertreter der atomrechtlichen Genehmigungs- und Aufsichtsbehörden der Bundesländer vertreten sind. Anders als etwa die Bund/Länder-Arbeitsgemeinschaft Immissionsschutz ist der LAA kein Gremium der Umweltministerkonferenz.

## Hintergrund
Am 18. Dezember 1956 fand unter Leitung des Bundesministers für Atomfragen die erste Sitzung der Länderreferenten zur Genehmigung von kerntechnischen Anlagen statt. Seit 1958 wird die Bezeichnung „Länderausschuss für Atomkernenergie“ verwandt.
In der Bundesrepublik Deutschland sind Fragen der Kernenergienutzung Angelegenheit des Bundes, die meisten Aufgaben werden aber im Auftrag des Bundes von den einzelnen Bundesländern wahrgenommen („Bundesauftragsverwaltung“ nach Artikel 87c des Grundgesetzes). Der LAA und seine Ausschüsse haben hier insbesondere die Aufgabe, die Bundesgesetzgebung (Atomgesetz mit Verordnungen, das frühere Strahlenschutzvorsorgegesetz, das Strahlenschutzgesetz mit Verordnungen, BfS-Gründungsgesetz, Verordnungen anderer Gesetze wie Kaliumiodid-Verordnung, Lebensmittel-Bestrahlungsverordnung usw., die dazugehörigen Allgemeinen Verwaltungsvorschriften und das untergesetzliche Regelwerk auf diesem Gebiet) auf Fachebene zu begleiten, inhaltlich zu diskutieren und die Erfahrungen der Länder aus ihrem Vollzug einzubringen, bevor ein Gesetzes- oder Novellierungsvorhaben Bundestag und Bundesrat vorgelegt wird. Der LAA bildet insofern den „gesammelten Sachverstand“ der Fachleute der Bundesländer. Rechtlich gesehen sind seine Beratungsergebnisse und Beschlüsse zwar für den Bund nicht bindend, aber – abgesehen von der erwünschten Beratung auf dem schwierigen Grenzgebiet zwischen Recht, Naturwissenschaft und Technik – vertreten die im LAA vereinten Fachleute ja auch die zuständigen Landesbehörden und sind zumeist diejenigen, die die Vertreter der Landesregierungen im Bundesrat beraten. Das verleiht dem LAA ein praktisches Gewicht.

## Struktur
Der Länderausschuss für Atomkernenergie besteht heute aus einem Hauptausschuss und vier Fachausschüssen:
- Hauptausschuss
- FA Reaktorsicherheit – FA RS
- FA Nukleare Ver- und Entsorgung – FA VE (vormals "Länderausschuss für Atomkernenergie – FA Brennstoffkreislauf" – LAFAB)
- FA Strahlenschutz – FA S
- FA Recht – FA R

Anmerkung: In der Ausschussarbeit selbst wird meist kein Abstand verwendet – FARS, FAVE, FAS, FAR; die vorsitzende Bundesbehörde verwendet meist die "halbe Abkürzung" – FA Recht, FA Strahlenschutz usw.
- Zusätzliche Arbeitskreise (nicht alle aktuell aktiv) für Untergebiete oder für Einzelfragen, die jeweils den Fachausschüssen zuarbeiten:
  - AK Aufsicht / Reaktorbetrieb des FA RS – Fragen der Aufsicht (der "Vollzug" im Gegensatz zu Genehmigungsfragen – § 19 des Atomgesetzes)
  - AK Stilllegung des FA RS (federführend) und des FA VE – Stilllegung von Anlagen bei Aufrechterhaltung der Sicherheit ist angesichts des gesetzlich geforderten "Ausstiegs" aus der Kernenergienutzung ein immer wichtigeres Thema
  - AK Probabilistik des FA RS – der Kreis der Fachleute für Wahrscheinlichkeiten und die entsprechende Bewertung von Risiken
  - AK Verfahrensfragen des FA RS – vor allem Organisatorisches
  - AK Forschungsreaktoren des FA RS – Nicht alle Kernreaktoren gehören zu Kernkraftwerken; es gibt einige Universitäten und Forschungseinrichtungen, die Reaktoren betreiben
  - AK Sicherung "Ortsfeste Anlagen" des FA RS – nicht erst seit dem 11. September wichtig
  - AK Periodische Sicherheitsüberprüfung-Leitfaden – Kernkraftwerke haben sich periodischen Sicherheitsüberprüfungen zu unterziehen; der AK berät über den entsprechenden Leitfaden
  - AK Sicherung "Transporte" des FA RS – nicht nur für die spektakulären Großereignisse, die zur Sicherung die Polizeien mehrerer Bundesländer zu beschäftigen pflegen, sondern auch für die jährlich tausende von alltäglichen Beförderungen radioaktiver Stoffe in Medizin und Industrie
  - AK Betrieb des FA BK
  - AK Genehmigung des FA BK
  - AK Abfallkontrollrichtlinie des FA BK
  - AK Emission/Immission des FA S – AK E+I: letzte Sitzung Dezember 2000, danach AK UR. Beschäftigte sich mit der Emission von Kernanlagen in die Umgebung oder die resultierende Immission dort.
  - AK Radiologie des FA S – Wirkung radioaktiver Stoffe und ionisierender Strahlung auf den Menschen
  - AK Integriertes Messsystem – AK IM: letzte Sitzung November 2000, danach AK UR. Beschäftigte sich mit dem IMIS (Integriertes Mess- und Informationssystem zur Überwachung der Umweltradioaktivität nach dem Strahlenschutzvorsorgegesetz)
  - AK Verteilungsschlüssel
  - AK Umweltradioaktivität – AK UR: ab Mai 2001. Beschäftigt sich sowohl mit der Umweltradioaktivität im Sinne des Strahlenschutzvorsorgegesetzes als auch mit der Radioaktivität in der Umgebung von Kernanlagen
  - AK Freigabe des FA S (federführend) und des FA VE – Angelegenheiten von § 29 der Strahlenschutzverordnung
  - AK Landessammelstellen des FA VE – Die Länder haben für die radioaktiven Abfälle aus Medizin und Industrie Sammelstellen einzurichten, in denen die Abfälle bis zur Einlagerung in ein Bundesendlager zwischengelagert werden

## Mitglieder
Die Mitglieder des Hauptausschusses sind im Moment (2009)
- Bayerisches Staatsministerium für Umwelt und Gesundheit
- Bayerisches Staatsministerium für Wirtschaft, Infrastruktur, Verkehr und Technologie
- Hessisches Ministerium für Umwelt, Klimaschutz, Landwirtschaft und Verbraucherschutz
- Ministerium für Umwelt, Forsten und Verbraucherschutz des Landes Rheinland-Pfalz
- Niedersächsisches Ministerium für Umwelt und Klimaschutz
- Innenministerium Mecklenburg-Vorpommern
- Ministerium für Wirtschaft, Mittelstand und Energie des Landes Nordrhein-Westfalen
- Ministerium für Umwelt und Naturschutz, Landwirtschaft und Verbraucherschutz des Landes Nordrhein-Westfalen
- Ministerium für Arbeit, Gesundheit und Soziales des Landes Nordrhein-Westfalen
- Ministerium für Soziales, Gesundheit, Familie, Jugend und Senioren des Landes Schleswig-Holstein
- Ministerium für Umwelt, Naturschutz und Verkehr Baden-Württemberg
- Innenministerium Baden-Württemberg
- Wirtschaftsministerium Baden-Württemberg
- Senatsverwaltung für Gesundheit, Umwelt und Verbraucherschutz Berlin
- Ministerium für Ländliche Entwicklung, Umwelt und Verbraucherschutz des Landes Brandenburg
- Ministerium für Arbeit, Soziales, Gesundheit und Familie des Landes Brandenburg
- Behörde für Umwelt und Energie der Freien und Hansestadt Hamburg
- Behörde für Gesundheit und Verbraucherschutz der Freien und Hansestadt Hamburg
- Senatorin für Arbeit, Frauen, Gesundheit, Jugend und Soziales der Freien Hansestadt Bremen
- Senator für Bau, Umwelt und Verkehr der Freien Hansestadt Bremen
- Sächsisches Staatsministerium für Umwelt und Landwirtschaft
- Ministerium für Landwirtschaft und Umwelt des Landes Sachsen-Anhalt
- Ministerium für Gesundheit und Soziales des Landes Sachsen-Anhalt
- Thüringer Ministerium für Landwirtschaft, Naturschutz und Umwelt
- Ministerium für Umwelt (des Saarlandes)

sowie das Bundesministerium für Umwelt, Naturschutz und nukleare Sicherheit (Vorsitz) und Vertreter anderer Bundesbehörden.